# Soulife
Albums de Anthony Hamilton
Comin' from Where I'm From
(2003) Ain't Nobody Worryin'
(2005)
Soulife est la première compilation (le troisième album au total) du chanteur américain de RnB/neo soul Anthony Hamilton. Sorti aux États-Unis le 28 juin 2005 sur le label Atlantic Records/Rhino Records, l'album regroupe différentes chansons jamais sorties. Après avoir quitté MCA Records qui avait sorti son premier album XTC en 1996, Hamilton signa sur le labl Soulife Records, un peu label indépendant basé à Los Angeles en Californie, où il enregistra des titres entre 1999 et 2001 pour ce qui était supposé être son second album studio. Soulife fit banqueroute avant qu'il puisse sortir cet album, laissant cet album dans les cartons,.La chanson "Love and War" (en collaboration avec Macy Gray) apparut sur la bande originale du film Baby Boy en 2001.
Soulife qui fut le plus important succès d'Hamilton, atteignit la 12e place du Billboard 200 et la 4e place du Top R&B/Hip-Hop Albumslors de la semaine du 16 juillet 2005, vendant 53 000 copies lors de sa première semaine mais qui malheureusement fut de courte puisqu'il sortit rapidement des classements après.

## Liste des titres
1. "I Used to Love Someone" (Anthony Hamilton, Douglas Coleman) – 5:51
2. "I Cry" (Hamilton, Mark Sparks, Chris Deberry) – 4:25
3. "Clearly" (Hamilton, Sparks) – 4:05
4. "Georgie Parker" (Hamilton, Sparks, Deberry, Ron Feemstar) – 3:55
5. "Day Dreamin'" (Hamilton, Sparks) – 4:21
6. "Ball and Chain" (Hamilton) – 3:39
7. "Ol' Keeper" (Hamilton, Sparks) – 4:40
8. "Love and War" (featuring Macy Gray) (Hamilton, Sparks, Feemstar, Eric Coomes, Eric Walls) – 5:22
9. "Last Night" (featuring Sunshine Anderson and Dolo Pichino) (Hamilton, Mike City, Richard Elliot, Sunshine Anderson) – 4:11
10. "Love Is So Complicated" (Hamilton, Coleman, Barry White, Willie Seastrunk) – 5:03
  - Contains a sample of The Love Unlimited Orchestra's "Midnight Groove" (Barry White, Willie Seastrunk).
11. "Icing on the Cake" (Hamilton, Coleman, Derrick Kirkland) – 4:49
12. "Exclusively" (Hamilton, Sparks, Feemstar, Coomes, Jimane Nelson) – 6:39

## Classements
| Classement (2005)                     | Meilleure position |
| ------------------------------------- | ------------------ |
| U.S. Billboard 200                    | 12                 |
| U.S. Billboard Top R&B/Hip-Hop Albums | 4                  |
| U.S. Billboard Top Internet Albums    | 12                 |
| U.S. Billboard Comprehensive Albums   | 12                 |

## Historique des sorties
| Pays        | Date            | Label          |
| ----------- | --------------- | -------------- |
| Allemagne   | 20 juin 2005    | Warner         |
| Royaume-Uni | 27 juin 2005    | Rhino          |
| États-Unis  | 28 juin 2005    | Atlantic/Rhino |
| Canada      | 28 juin 2005    | Atlantic/Rhino |
| Australie   | 26 juillet 2005 | Warner         |
| Pays-Bas    | 12 août 2005    | Warner         |